# Германско-лихтенштейнские отношения
Германско-лихтенштейнские отношения — двусторонние дипломатические отношения между Германией и Лихтенштейном. Оба государства являются членами Организации по безопасности и сотрудничеству в Европе (ОБСЕ), Совета Европы и Европейского экономического пространства. Лихтенштейн — единственное немецкоязычное государство, в котором немецкий язык является единственным официальным и государственным языком. Главы государств обеих стран участвуют в ежегодной встрече немецкоязычных стран.

## История
Во времена древнего Рима территория современного Лихтенштейна была частью римской провинции Реция. В VIII веке Реция, а значит и сегодняшняя территория Лихтенштейна, была включена в состав Франкского государства. Когда оно было разделено, то территория Лихтенштейна стала частью Королевства Германия, на месте которого в 962 году появилась Священная Римская империя. До распада империи в 1806 году Лихтенштейн оставался её частью, что объясняет историческую глубину и близость германо-лихтенштейнских отношений.
В 1806 году Лихтенштейн получил независимость, но, будучи членом Рейнского союза, поддерживал интенсивные контакты с немецкими государствами. Особенно тесные отношения сложились с Австрией, с которой в 1852 году был заключён таможенный договор. Во время Первой мировой войны альпийское государство сохраняло нейтралитет. В межвоенный период княжество разорвало договор с Австрией и переориентировалось на Швейцарию. Особо тесные связи со Швейцарией сохраняются и по сей день.
В 1939 году национал-социалистическое Германское национальное движение в Лихтенштейне попыталось спровоцировать переворот в Лихтенштейне, но это не удалось. Во время Второй мировой войны Лихтенштейн сохранял нейтралитет. Хотя вермахт планировал аннексировать Лихтенштейн, эти планы так и не были реализованы.
В послевоенный период Лихтенштейн превратился из бедного сельскохозяйственного государства в страну с экономикой, предоставляющей услуги. Сегодня основной сектор экономики находится в третичном секторе: банки, попечители и другие финансовые услуги. Лихтенштейн взимает сравнительно низкие налоги, поэтому, в частности, правительство Германии считает его офшорной зоной. Считается, что через лихтенштейнский LGT Bank и другие банки прошли средства сотен жителей Германии на общую сумму в несколько миллиардов евро, в основном в фонды, созданные в соответствии с местным законодательством. В 2008 году в ходе налогового дела Лихтенштейна были разоблачены многочисленные немецкие налоговые уклонисты: внутренние банковские данные были незаконно похищены из LGT Bank бывшим сотрудником. Покупка Германией этих данных привела к обострению дипломатических отношений с Лихтенштейном. В результате налогового дела Лихтенштейна наследственный князь Алоис фон унд цу Лихтенштейн отозвал кредиты немецким музеям, уже обещанные княжеским домом Лихтенштейна. Этот поступок был оправдан «сомнительными основными принципами правового государства», но немецкие СМИ предполагают, что это было выражением недовольства княжеского дома.
В 2008 году правящий князь Лихтенштейна Ханс-Адам II использовал выражение «Четвёртый рейх» в письме об отношениях Германии и Лихтенштейна. Кроме того, он охарактеризовал отношения между двумя странами как «катание на американских горках» и отметил, что он надеется на «лучшие времена». В 2010 году вступило в силу двустороннее налоговое соглашение в соответствии со стандартами ОЭСР, а в 2012 году — всеобъемлющее соглашение об избежании двойного налогообложения.

## Экономические отношения
После Швейцарии Германия является самым важным экономическим партнером Лихтенштейна. В 2021 году объём двусторонней торговли составил 1,4 миллиарда евро, что позволило Лихтенштейну занять 74-е место в рейтинге торговых партнеров Германии. Лихтенштейн является налоговым убежищем для некоторых немецких корпораций и частных лиц.

## Спорт

### Футбол
Сборная Германии по футболу провела со сборной Лихтенштейна по футболу 6 матчей, во всех матчах победу одержала Бундестим (9:1); (8:2); (6:0); (4:0); (2:0); (9:0). Последний раз сборные встречались 11 ноября 2021 года на стадионе «Фольксваген-Арена» в Вольфсбурге.

## Дипломатические миссии

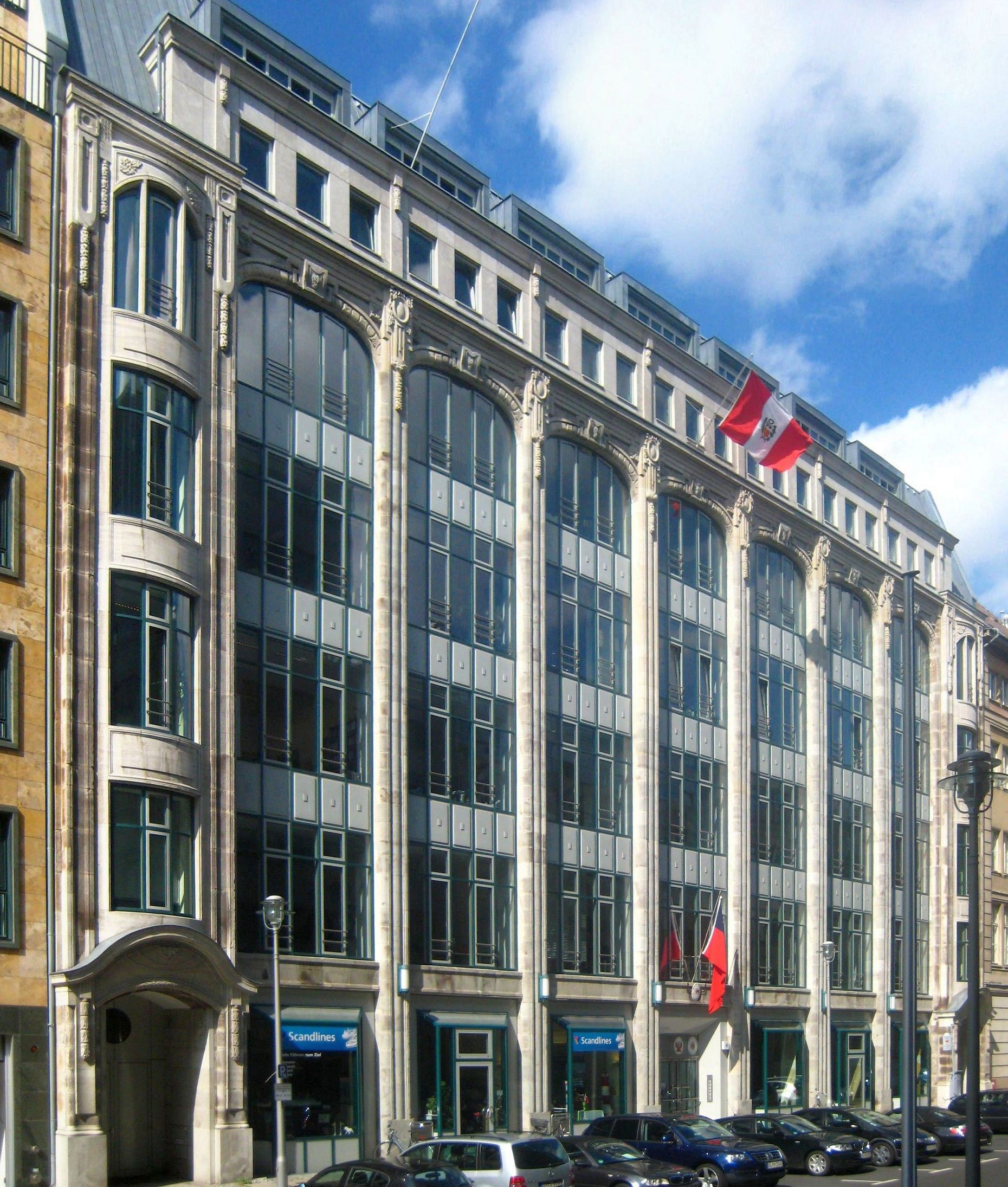
Здание посольства Лихтенштейна в Берлине.

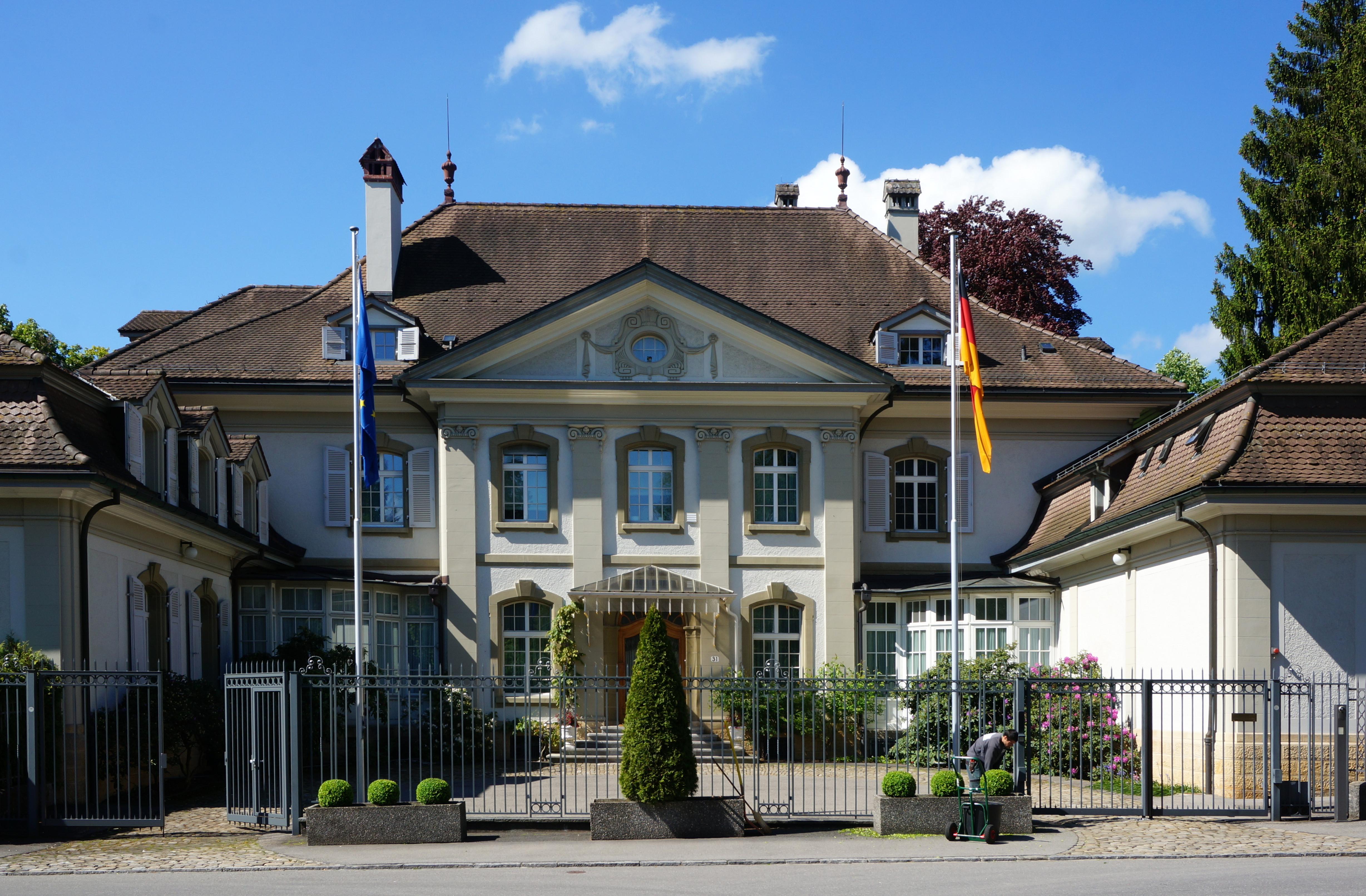
Здание посольства Германии в Берне (Швейцария).

- Германия аккредитована в Лихтенштейне посольством в Берне (Швейцария)[18][19], и имеет почётное консульство в Вадуце[19].
- У Лихтенштейна имеется посольство в Берлине и почётные консульства во Франкфурте-на-Майне, Гамбурге и Мюнхене[20].